# Édouard de Fitz-James

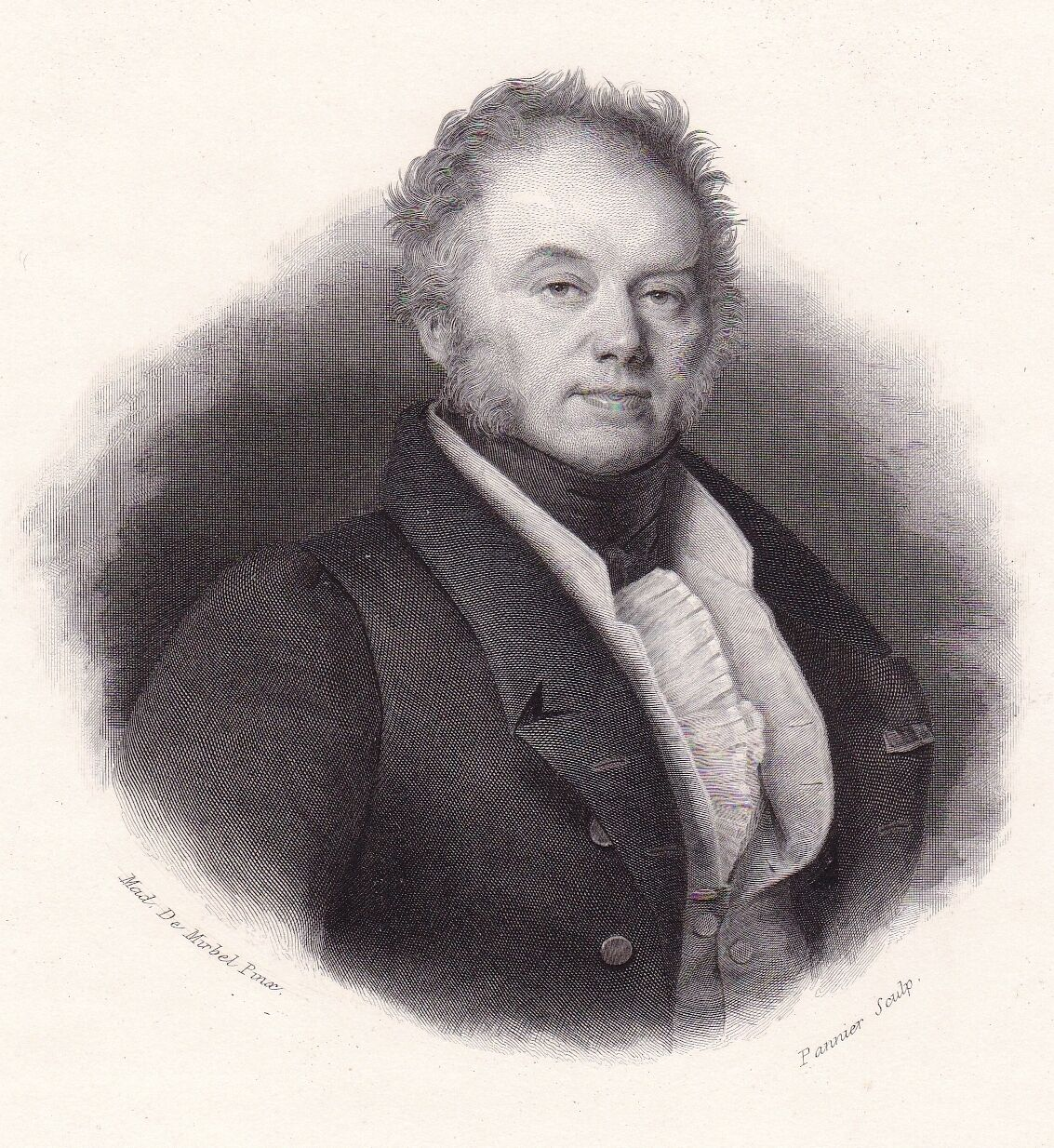
Édouard de Fitz-James.

Édouard de Fitz-James, född den 10 januari 1776 i Versailles, död den 11 november 1838 nära Rouen, var en fransk hertig och statsman, sonsons son till James FitzJames, 1:e hertig av Berwick.
Fitz-James emigrerade i början av revolutionen och slöt sig till Condés armé. År 1801 fick han återvända till Frankrike, där han levde i tillbakadragenhet till 1814. Då tog han ivrigt bourbonernas parti och blev under restaurationen överste vid nationalgardet och pär av Frankrike. Under de hundra dagarna följde han Ludvig XVIII till Gent. Han hörde sedan till "ultras" i pärskammaren, där han på grund av sin bitande vältalighet och hänsynslösa öppenhet fick stort inflytande, bekämpade Decazes moderata ministär och var ett av Villèles och Polignacs främsta stöd. Efter julirevolutionen 1830 avgick han ur pärskammaren och blev 1832 häktad som misstänkt för stämplingar tillsammans med hertiginnan av Berry, men frigavs av brist på bevis. Åren 1835 och 1837 valdes han till deputerad.